# Eugen Werner Velte
Eugen Werner Velte (* 12. August 1923 in Karlsruhe; † 8. Juni 1984 ebenda) war ein deutscher Professor für Musiktheorie und Komposition, freier Komponist und Musikkritiker.

## Leben und Wirken
Eugen Werner Velte, Sohn des Geigers Eugen Gustav Velte, war schon als Kind musikalisch früh begabt und studierte von 1942 bis 1949 Musiktheorie an der Badischen Hochschule für Musik bei Heinrich Casimir und Gerhard Nestler.
Bevor er 1957 seinen ersten Lehrauftrag an seiner ehemaligen Lehrstätte erhielt, die schon bald in eine ordentliche Professur für Musiktheorie und Komposition umgewandelt wurde und deren Rektorat er nach ihrer Neugründung als Staatliche Hochschule für Musik Karlsruhe ab 1971 übernahm, verdiente er lange Zeit seinen Lebensunterhalt als freier Komponist und Musikkritiker für Funk und Presse (ein Fach, das er später auch unterrichtete); streckenweise auch als Jazzpianist in amerikanischen GI-Bars. Gezeichnet von einem ungewöhnlich hellen Geist, einem überragenden musikwissenschaftlichen und philosophischen Fachwissen und einer höflichen und hilfsbereiten menschlichen Art wurde er zeit seines Lebens von Kollegen und Studenten gleichermaßen fachlich wie menschlich bewundert und hochgeschätzt. Als die Existenz der Badischen Hochschule (wegen stadtpolitischer Finanzengpässe) Anfang der 70er Jahre in Gefahr geriet, gründete er bis zu ihrer Wiedereröffnung als Staatliche Hochschule (und Übernahme durch das Land Baden-Württemberg) mithilfe von Privatinitiativen einen noch heute in abgewandelter Funktion bestehenden Freundeskreis, um den Studenten nach wie vor ein kostenloses und zeitlich nicht durch Regelstudienzeiten begrenztes Studium zu ermöglichen. Außerdem war er wesentlich am Ausbau der Hochschule beteiligt; so ist der Einzug in das Schloss Gottesaue, das heute einen nach ihm benannten Konzertsaal beinhaltet, auf seinen unermüdlichen persönlichen Einsatz zum Wohle der Studenten zurückzuführen. Velte selbst hat die Neueröffnung des Schlosses nicht mehr miterlebt.
Seine Spezialgebiete umfassten das Werk von Ludwig van Beethoven, Anton von Webern und die Musik des 20. Jahrhunderts, eine Kombination, die auf seinen eigenen Kompositionsstil Schlüsse zulässt, als dessen Wesensmerkmale – anders als es vielleicht die gelegentlich neoklassischen Werktitel vermuten lassen – musikalischer Expressionismus, ein intensiver, gesanglich-deklamatorischer lyrischer Grundton und politisches Bewusstsein, gelegentlich in Form von politischer Musik angesehen werden können. Sein Schüler Wolfgang Rihm beschreibt seine Musik mit den folgenden Worten: Gespanntheit, Stille, Ausbruch, Versunkenheit – das waren die Haupteindrücke, die von ihr ausgingen, als ich als 15-jähriger dieser Musik […] mehr und mehr begegnete. […] Nichts an dieser Musik ist "gängig". Alles scheint äußerst persönlicher Mitteilung zu entstammen, eine Intimität, die aber nirgends indiskret sich ausstellt. In ihrer charakteristischen Mischung aus Introversion und ausfahrender Gestik entspricht Veltes Musik dem Denken und Wesen ihres Autors, so, wie er in Erinnerung bleibt. Die Musik wirkt wie das fortgesetzte Gespräch. Velte war ein Meister des Gesprächs, und er konnte so beredt zuhören, dass der Partner wirklich zu sich kommen konnte. Er war auch ein Meister der Abschweifung, der oft paradoxen Dialektik, so dass kein gesicherter Aufenthalt, kein gemütliches Einrichten in die erreichte Position aufbauen half: Alles blieb in Bewegung, im Fluss.
Eugen Werner Velte war zeit seines Lebens aufgeklärter Humanist, Kosmopolit, Philosoph und Freigeist christlich-marxistischer Gesinnung. Im Zentrum seiner Philosophie stand das Individuum, dessen Freiheit und Verantwortung. Von Bedeutung ist in diesem Zusammenhang auch die Gründung seiner berühmten Gruppe kreative Musik, einer fachübergreifenden Hochschulveranstaltung für experimentelle Gruppen-Improvisation, die auf das musikalische Denken ihrer Teilnehmer, Studenten von Instrumental- und Theoriefächern sowie externe Mitglieder (wie Schauspieler und bildende Künstler) weitestgehende Auswirkungen hatte. Die von und in dieser offenen Gruppe entwickelten Performances, Spielweisen von Instrumenten sowie formal-dramaturgischen Konzepte gingen über alles hinaus, was zuvor und zeitgleich von vergleichbaren Hochschulen angeboten wurde. Velte selbst spielte bei diesen abends stattfindenden Veranstaltungen die Rolle des zurückhaltenden, scharfsinnigen Kritikers, was in der dialektischen Wechselwirkung Aktion → Analyse oder Analyse → Aktion zu einer spannenden Neuerfahrung von und einem neuen Denken über Musik überhaupt führte, mithin ein Grund für die große Bedeutung dieser Gruppe für ihre Teilnehmer, darunter zahlreiche Komponisten.
Außerdem war Eugen Werner Velte als Dozent erfolgreich. Zu seinen international bekanntgewordenen Kompositionsschülern zählen u. a. Wolfgang Rihm, Volker Heyn, Sabine Schäfer, Joachim Krebs, Helmut Bieler-Wendt, Ursula Euteneuer-Rohrer und Andreas Raseghi.
Privat beschäftigte er sich gerne mit Graphologie und Meteorologie. Auf dem letzten Gebiet war er so bewandert, dass er mehrere Zeitungsartikel darüber veröffentlicht hat.

## Diskographie und Schriften (Auszug)
- Eugen Werner Velte: Blüten und Klang…, Feuilleton, BNN (Badische Neuste Nachrichten) zur Bundesgartenschau, BNN (Badische Neuste Nachrichten) 1967
- Eugen Werner Velte: 1967 war ein Jahr der Stürme, Meteorologischer Artikel, BNN 1968
- Eugen Werner Velte: Jazz – modern und pessimistisch, Kritik zum Konzert des Miles-Davis-Quintett im Großen Saal der Stadthalle Karlsruhe, BNN 1968
- Eugen Werner Velte: Lineatur und Klangorganisation in Beethovens spätem Streichquartett in: Logos Musicae, Festschrift für Albert Palm, Franz Steiner Verlag Stuttgart (ehm. Wiesbaden), 1982
- Eugen Werner Velte, Gedenkschrift der Staatlichen Hochschule für Musik Karlsruhe zum 10-jährigen Todestag, 1994
- Eugen Werner Velte und seine Schüler (2 CD), Hoepfner Classics in der Antes Edition (Bella Musica Tonträger), ca. 1995

## Werkverzeichnis
Die Manuskripte und Originalpartituren Eugen Werner Veltes sind an der Staatlichen Hochschule für Musik Karlsruhe archiviert, die zudem Aufführungsmaterial bereithält (Kontakt: Die Leiterin der Hochschulbibliothek, hannelore.bernt@hfm-karlsruhe.de, siehe auch den Link im Anhang).
- Zwei dreistimmige kirchentonale Inventionen für Klavier, 1947
- Sechs dreistimmige kirchentonale Inventionen für Klavier, 1947
- Zweistimmige lineare Invention für Klavier, 1947–48
- Dreistimmige Fuge für Klavier, 1948
- Triosonate für zwei Violinen und Klavier, 1951
- Zwei Klavierstücke, 1952
- Streichtrio 1947, 1947–53
- Präludium und Fuge für Orgel, 1954
- Zwei vierstimmige Fugen für Klavier, 1954
- Duo für Violine und Klavier, 1955
- Drei Lieder für Sopran und Klavier nach expressionistischen Texten (Texte von Sophie von Leer, Herrmann Kasack und Wilhelm Klemm), 1955
- Klavierduo zu vier Händen, 1956
- Musik für Flöte und Klavier, 1956
- Suite für Violoncello solo, 1956
- Vier Klavierstücke, 1956
- Drei Lieder für Sopran und Klavier (Texte von F. Garcia Lorca), 1957
- Permutationsfuge für Streichquartett oder Streichorchester, 1954–57
- Ein Lied an Gott für Sopran und Streichquartett (Text von Else Lasker-Schüler), 1957
- Missa brevis für vierstimmigen gemischten Chor a-cappella, 1958
- Missa brevis für Chor und Streichorchester, 1958
- Fünf kleine Stücke für Klaviertrio, 1959
- Musik für Oboe und Klavier, 1959
- Sonate für Violoncello und Klavier, 1959
- Vier Klavierstücke, 1960
- Phantasie über "Christus, der uns selig macht" für Orgel, 1962
- Vier Stücke für Flöte, Violine und Klavier, 1962
- Trio für Querflöte, Violoncello und Klavier, 1963
- Fuge und Postludium für Cembalo, 1963
- Moto perpetuo für Streichorchester, 1963
- Sonate für Violine und Klavier, 1963
- Toccata für Orgel, 1963
- Menuetto (aus Köchel Anhang 136) von W. A. Mozart, Bearbeitung für Streichorchester oder Streichquartett, 1963
- Zwei Motetten für Sopran und Orgel (Texte: Hl. Augustinus), 1963
- Zwei Motetten für Sopran und Orgel (Texte: Klagelieder des Jeremias), 1963
Von diesen beiden Werken existiert eine Instrumentierung für Sopran und Kammerorchester seines Schülers Wolfgang Rihm unter dem neuen Werktitel "Vier Motetten […]" aus dem Jahr 1985.
- Vier Stücke für Klarinette, Violoncello und Klavier, 1964
- Drei Stücke für vier Gamben, 1964
Von diesem Werk existiert eine Bearbeitung seines Schülers Norbert Krupp für Streichquartett aus dem Jahr 1988.
- Streichtrio 1964, 1964
- Toccata, Fuge und Postludium für Akkordeonorchester, 1964
- Drei Stücke für Streichorchester, 1965
Dieses Werk existiert auch in einer Bearbeitung des Verfassers für Streichquartett aus demselben Jahr.
- Streichquartett 1966, 1966
- Zwei Chöre für drei Männerstimmen a-cappella (Texte: Else Lasker-Schüler), 1966
- Drei Lieder für hohe Stimme und Klavier (Texte: Ingeborg Bachmann), 1967
- Drei Lieder nach expressionistischen Texten für zwei Soprane und Klarinette (Texte: Jakob van Hoddis, August Stramm und Franz Werfel), 1967
- Elegie für Flöte und Klavier, 1967
- Intrada für Blechbläser und Pauken, 1967
- Dialog für Flöte und Klavier, 1968
- Dialog für Flöte und Violine, 1968
- Nachtstück I für Klavier, 1969
- Phantasie für Violine und Klavier, 1969
- Stück I für zwei Klaviere, 1969
- Drei kleine Klavierstücke, 1970
- Drei Zwiegespräche zwischen Violoncello und Klavier, 1970
- Grave I für Streichorchester, 1970
- Musk für einen Gottesdienst in moderner Form für Chor, drei Instrumentalgruppen auf verschiedenen Emporen und Orgel, 1970
- Nachtstück II für Klavier, 1970
- Sonate für Violine solo, 1970
- Nachtstück III für Klavier, 1971
- Streichquartett 1971, 1971
- In memoriam… für Klavier, 1971
- Intellege, ut credas – crede, ut intellegas (Augustinus). Dreiergespräch unter diesem Leitgedanken zwischen Klarinette, Violine und Violoncello, 1972
- Notturno für Streichquartett, 1974
- Drei Lieder zum "Lob der Osterkerze" (überliefert vom Hl. Augustinus) für Sopran und Streichorchester, 1974
- Streichtrio, 1974
- Drei Zwiegespräche zwischen Violoncello und Klavier, 1974
- Super flumina Babylonis, Motette für gemischten Chor zu vier Stimmen a cappella, 1975
- Vision I für Solovioline, Klavier, Streicher und Bläser, 1975
- Vier Bagatellen für Streichtrio, 1977
- Zum Andenken und zur Erinnerung… Grave II für Kammerorchester, 1977
- Arietta I für Violine solo, 1978
- Arietta II für Flöte solo, 1978 (rev. 1981)
- Musik für ein Puppentheater nach "Der kleine Prinz" von Antoine de Saint-Exupéry für Flöte, Violine, Violoncello und Klavier, 1978
- Vexierbild in Klängen für Violine und Klavier, 1978
- Instrumentierung der unvollendeten Fuge über drei neue Themen aus J. S. Bachs "Die Kunst der Fuge" für Kammerorchester, 1979
- Impromptu I für Klavier, 1981
- Nachtstück IV für Klavier, 1981
- Musik und Stille für Streichtrio, 1982
- Andantino aus dem Streichquartett g-moll op. posth. des 18-jährigen Franz Schubert, Bearbeitung für Violine und Klavier, 1983
- Arietta für Bratsche solo, 1982
- Studie I für zwei Klaviere, 1982
- Seid still vor dem Herrn (Zeph. 1, 7.14.15) für Chor und Instrumente (graphisch notiert), o. J.